# Víctor Jaime Majó
Víctor Jaime Majó (Villa Mercedes, 20 de septiembre de 1881-Buenos Aires, 8 de marzo de 1959) fue un militar argentino, que fue ministro de Guerra de Pedro Eugenio Aramburu. También fue comandante en jefe del Ejército en 1957.

## Trayectoria
Egresó del Colegio Militar de la Nación en 1909, y posteriormente estudió en la Escuela de Tiro, la Escuela de Caballería y la Escuela Superior de Guerra. En aquellas instituciones se desempeñó como docente.
Se desempeñó como jefe del Regimiento N.º 9 de Artillería Moñuda (1930 y 1933); jefe de la División de Operaciones en el Estado Mayor General del Ejército (1935 y 1937); presidente de la Comisión Especial de Adquisiciones Aeronáuticas en el país (1936 y 1937); presidente de la Subcomisión N.º 9 2 de Artillería y Vehículos de la 0 km de Adquisiciones en el Extranjero (1937 y 1938); jefe de la Secretaría del Ministerio de Guerra (1939 y 1940); Inspectoría de Artillería (1941 y 1943); director de Sanidad (1943); Cuartel Maestre Gral. del Inte. (1945); jefe de Estado Mayor (1946 y 1948); y jefe del Estado Mayor de Coordinación (1949 y 1950).
Se retiró del servicio en 1950.
Las internas del Ejército Argentino y la amenaza de sublevación de Julio César Krause, en el marco de la Revolución Libertadora, de la que había participado, llevaron a que Aramburu lo designase como ministro cuando ya se encontraba retirado, teniendo amplia aceptación en las fuerzas. Como ministro pasó a retiro a varios militares.
Recibió la Legión de Mérito de los Estados Unidos en 1942.